# Niwa (województwo mazowieckie)
Niwa – wieś sołecka w Polsce położona w województwie mazowieckim, w powiecie płońskim, w gminie Dzierzążnia. Leży nad Żurawianką.
Wieś szlachecka położona była w drugiej połowie XVI wieku w ziemi wyszogrodzkiej. W latach 1975–1998 miejscowość położona była w województwie ciechanowskim.